# Jorge Meré
Jorge Meré Pérez (Oviedo, Asturias, 17 de abril de 1997) es un futbolista español que actualmente se encuentra sin equipo.

## Trayectoria

### Real Sporting de Gijón
Ingresó en las categorías inferiores del Real Oviedo a los ocho años y se incorporó a la cantera del Real Sporting de Gijón en categoría cadete. En 2013 pasó a formar parte de la plantilla del Real Sporting de Gijón "B" en Segunda División B y el 11 de abril de 2015 debutó en Segunda División con el primer equipo del Sporting en un partido frente al Real Zaragoza disputado en el estadio de La Romareda que finalizó con el resultado de 1-1. El 23 de septiembre de 2015 debutó en Primera División en una derrota del Sporting por 2-1 contra el Rayo Vallecano de Madrid. Formó parte del equipo de Gijón durante tres temporadas en las que disputó 63 encuentros, siendo expulsado en una única ocasión, frente al Celta de Vigo hasta que el 20 de julio de 2017 se confirmó su traspaso al F. C. Colonia a cambio de 9 millones de euros, lo que supuso en su momento el mayor traspaso de la historia del equipo asturiano.

### F. C. Colonia
En el verano de 2017 se incorporó al principal equipo de la ciudad de Colonia en una temporada en la que los germanos, además de disputar la Bundesliga, jugarían la Liga Europa de la UEFA. La temporada finalizó sin mucho éxito pues fueron eliminados en la fase de grupos de la competición europea y terminaron descendiendo a la 2. Bundesliga. Una campaña después consiguió el ascenso a la primera categoría del fútbol alemán. Jugó casi cien partidos en cuatro temporadas y media y anotó dos goles en la liga alemana.

### México
El 18 de enero de 2022 se confirmó su llegada al fútbol mexicano con el Club América. En el mes de agosto este lo cedió a Mazatlán F. C. antes de regresar a finales de año una vez terminó el periodo de cesión.

### Regreso a España
Después de más de cinco años jugando en el extranjero, el 31 de enero de 2023 regresó a España tras ser cedido al Cádiz C. F. hasta el mes de junio. Durante ese periodo de tiempo disputó diez partidos y en julio ambos clubes acordaron una nueva cesión para toda la temporada. En ella jugó doce encuentros y no pudo participar en las últimas semanas de competición tras sufrir una rotura del ligamento cruzado en un entrenamiento.

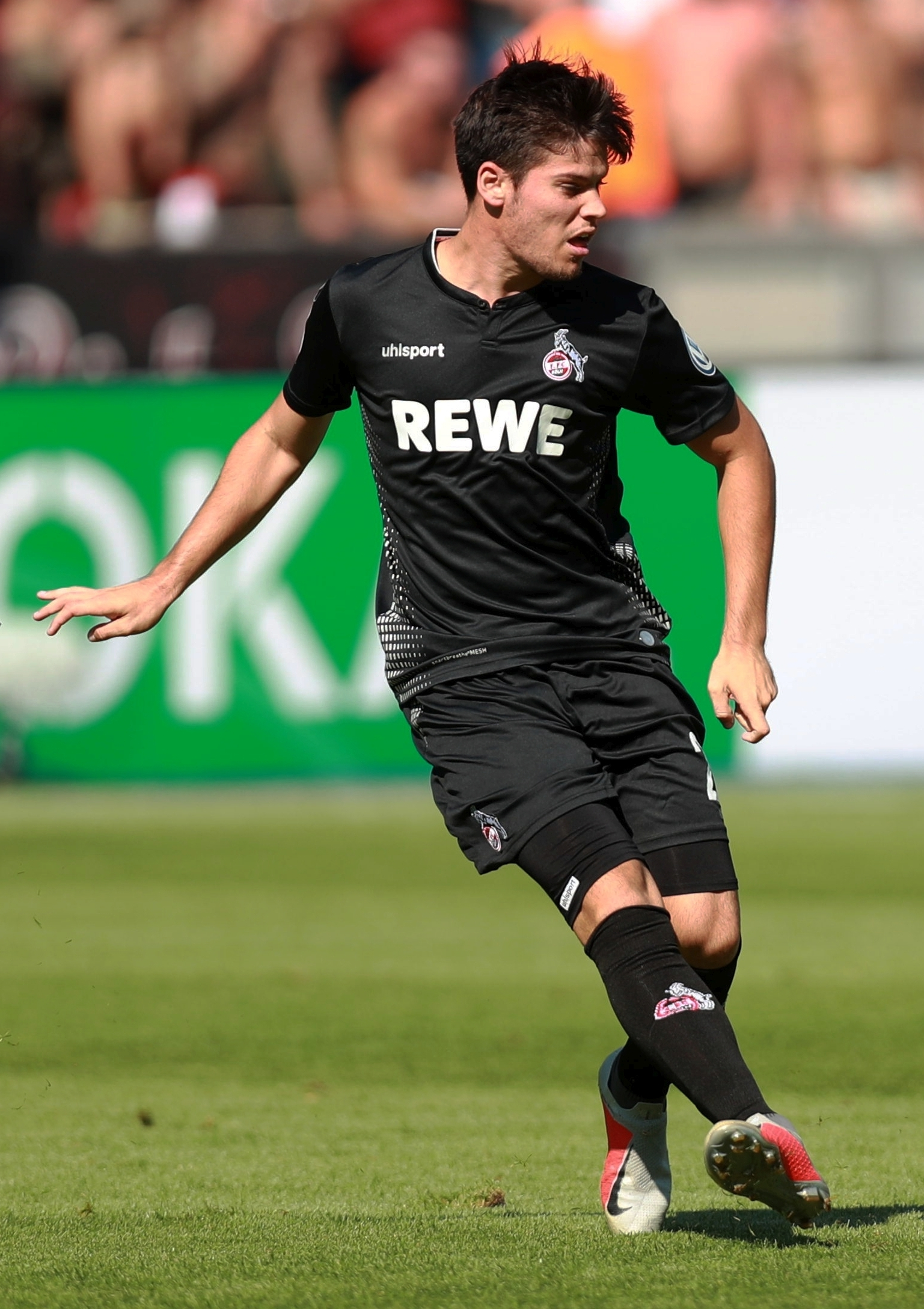
Meré, durante un partido que enfrentó al Dinamo de Berlín y al F. C. Colonia en la Copa de Alemania.

## Selección nacional
Ha sido internacional con España en las categorías sub-15 —con la que participó en la Copa México de Naciones 2012—, sub-17 —con la que disputó la fase de clasificación y la ronda élite de la Eurocopa de 2014—, sub-18 —con la que fue subcampeón de la Copa del Atlántico en su edición de 2014—, sub-19 —con la que jugó un partido de la ronda élite de la Eurocopa de 2014 frente a Lituania y se proclamó campeón del Europeo de 2015— y sub-21 —con la que debutó el 29 de marzo de 2015 en un partido frente a Bielorrusia, además de integrar la lista de convocados para disputar la Eurocopa de 2017.

## Clubes
| Club                       | País     | Año       |
| -------------------------- | -------- | --------- |
| Real Sporting de Gijón "B" | España   | 2013-2015 |
| Real Sporting de Gijón     | España   | 2015-2017 |
| F. C. Colonia              | Alemania | 2017-2022 |
| Club América               | México   | 2022      |
| Mazatlán F. C.             | México   | 2022      |
| Club América               | México   | 2023      |
| Cádiz C. F.                | España   | 2023-2024 |

## Palmarés

### Títulos internacionales
| Título          | Club (*)                  | País   | Año  |
| --------------- | ------------------------- | ------ | ---- |
| Eurocopa sub-19 | Selección española sub-19 | Grecia | 2015 |
| Eurocopa sub-21 | Selección española sub-21 | Italia | 2019 |

(*) Incluyendo la selección.

### Distinciones individuales
| Distinción                     | Año  |
| ------------------------------ | ---- |
| Once de bronce de Fútbol Draft | 2014 |
| Once de plata de Fútbol Draft  | 2015 |
| Once de oro de Fútbol Draft    | 2016 |
| Once de oro de Fútbol Draft    | 2017 |